# ديكران بيدروسيان
ديكران بيدروسيان (بالأرمنية: Տիգրան Պետրոսյան) هو لاعب شطرنج، ولِد عام 1929 في قرية ملكي التابعة لمنطقة آراغاتسوتن الارمنية وترعرع في مدينة تبيليسي الجورجية،
وامضى معظم حياته في العاصمة الروسية موسكو، تعلم لعبة الشطرنج عندما بلغ الثامنة من عمره، وشكل انتقاله إلى موسكو عام 1949 خطوة كبيرة باتجاه النجومية حيث ربح عدة دورات، اهمها بطولة موسكو عام 1951 [بحاجة لمصدر] واعتبر آنذاك أحد اقوى اللاعبين بالعالم.
ويعتبر بتروسيان “البطل” و”المثل الأعلى” في تاريخ أرمينيا الحديث وكانت علاقاته وطيدة بالارمن المتواجدين حول العالم، فبعد خسارته والديه قبل بلوغه سن السادسة عشرة، تبنّته الجالية الارمنية في كل البلدان، علماً ان معظمهم لا يعلم الكثير عن اللعبة، وكان يلقى ترحيباً كبيراً منهم في كل البلدان التي تواجد فيها خلال مشاركاته بالدورات العالمية.
وتميز بتروسيان باسلوبه الشطرنجي الفريد، حيث انتقده معظم اللاعبين لكونه مدافعاً صلباً ويأخذ الحذر في كل الجولات التي خاضها، مما يجعلها “مملة” ويكون التعادل سيد الموقف في غالبيتها، لكن بتروسيان فرض طريقة لعبه التي تمحورت على نظرية “مراقبة تحركات الخصم وعرقلة مخططاته، والتقدم خطوة تلو الأخرى نحو السيطرة على مفاتيح الجولة وبالتالي الفوز بالمباراة” فلجأ عدة لاعبين لاعتماد نفس الاسلوب تجنباً للخسارة المفاجئة، وكان البطل الاسطورة الروسي اناتولي كاربوف “الابرع” في استعمال هذه الطريقة لتصبح مادة اساسية تدرّس في جميع المدارس الشطرنجية. فلقّب بتروسيان بـ” تيغران الحديدي” نظراً لصعوبة اختراق دفاعاته.

## البطولات الدولية
حقق بتروسيان أول نتيجة كبيرة بحلوله بالمركز الأول إلى جانب لاعبين في بطولة الاتحاد السوفياتي للشباب التي اقيمت في مدينة ليننغراد، ولتبعها في العام التالي بفوز كبير ببطولة أرمينيا جامعاً 9 نقاط من اصل 10. لكنه لم يحقق في العام عينه أكثر من المركز الثامن في تصفيات بطولة العالم التي اقيمت في ليننغراد أيضاً عندما جمع 6.5 نقاط من اصل 15.
النتيجة الأسوأ جاءت في دورة تبيليسي عام 1946، (6 نقاط من 17) وحل بالمركز الـ16، وبدأت بعدها مسيرة بتروسيان الناجحة نحو النجومية فاحرز بطولة الاتحاد السوفياتي للشباب في العام عينه جامعاً 14 نقطة من 15. وفي العام 1948 حل بتروسيان بالمركز الأول إلى جانب جنريخ كاسباربان في بطولة أرمينيا، بعدما جمع كل منهما 12.5 نقطة من 13.

## بطولة العالم
عام 1952 حصل بتروسيان على لقب أستاذ دولي كبير، واعلن احترافه اللعبة وتخصيصه كل الوقت للعبة الشطرنج. فشارك بتصفيات بطولة العالم في مدينة زوريخ عام 1953 وحل خامساً، وفي امستردام عام 1956 ويوغوسلافيا 1959 حل ثالثاً.
وفي تصفيات عام 1962 التي أجريت في كوراساو حل بالمركز الأول من دون ان يلقى أي خسارة، ليصبح المتحدي الأول على لقب بطولة العالم التي يحمل لقبها الروسي ميخائيل بوتفينيك ففاز عليه عام 1963 بنتيجة 12.5 ـ 9.5 ليتوج بطلاً للعالم. والعامل الأول الذي ادى إلى خسارة بوتفينيك لقبه حسب قوله كان اسلوب بتروسيان “الحديدي” الذي كان بحاجة إلى نقلة خطرة وحيدة من قبل اللاعب الروسي لمعاقبته. والجدير بالذكر ان بتروسيان هو البطل الوحيد بالعالم الذي وصل إلى نهائي بطولة العالم من دون أي خسارة.
وفي العام 1966 دافع بتروسيان عن لقبه بنجاح بعد فوزه على متحديه الروسي بوريس سباسكي بنتيجة 12.5 ـ 11.5 ليصبح أول بطل يفوز بمباراة على اللقب بعد الروسي اليكسندر اليخين الذي تغلب عام 1934 على بوغوليوبوف. وفي العام 1968 حصل بتروسيان على شهادة أستاذ من جامعة يريفان بعد اطروحته الرائعة “الشطرنج والمنطق”. واستطاع سباسكي عام 1969 ان يثأر من بتروسيان وتغلب عليه بنتيجة 12.5 ـ 10.5 وانتزع منه لقبه العالمي.
يذكر ان بتروسيان هو اللاعب الوحيد الذي اوقف مسلسل انتصارات البطل الاميركي بوبي فيشر في تصفيات بطولة العالم عام 1971 عندما حقق الأخير 20 فوزاً متوالياً، لكنه خسر امامه في مجموع المباراة (6.5 ـ 2.5).

## مشاركاته مع المنتخب السوفياتي
لم يكن بتروسيان في صفوف المنتخب السوفياتي حتى عام 1958 عندما لعب على الرقعة السادسة في اولمبياد ميونيخ واحرز الميدالية الذهبية الفردية في رقعته جامعاً 10.5 نقطة من اصل 13، كما حصل على ميدالية أخرى ذهبية بعد فوز فريقه باللقب.كما شارك بتروسيان في 9 دورات أولمبية أخرى آخرها عام 1978 في العاصمة الأرجنتينية بوينس ايرس فبلغ معدل نقاطه 79.8% بعدما فاز في 78 جولة وتعادل في 50 وخسر جولة واحدة فقط. ونال 9 ميداليات ذهبية للفرق وواحدة فضية و6 ميداليات ذهبية فردية على رقعته.
وفي بطولة أوروبا للفرق حقق بتروسيان 15 فوزاً و37 تعادلاً من دون أي خسارة بمعدل بلغ 64.4% ففاز بثمانية مياداليات ذهبية لفريقه واربعة فردية.

## مرضه ووفاته
توفي بتروسيان في 13 آب من العام 1984 بعدما اصابه مرض السرطان في معدته وكان يبلغ من العمر 55 عاماً فقط، وككل الابطال بقيت جولاته “خالدة” في ذكرى محبيه وخاصة الارمن الذين يكرمونه في ذكرى وفاته سنوياً.

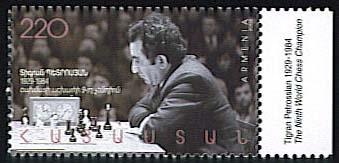
في الذكرى 75 لميلاده، أصدرت جمهورية أرمينيا هذا الطابع بقيمة 220 درام بتاريخ 25 فبراير، 2005.

## روابط خارجية
- ديكران بيدروسيان على موقع IMDb (الإنجليزية)
- ديكران بيدروسيان على موقع الموسوعة البريطانية (الإنجليزية)
- ديكران بيدروسيان على موقع مونزينجر (الألمانية)
- ديكران بيدروسيان على موقع مباريات الشطرنج (الإنجليزية)
- ديكران بيدروسيان على موقع 365Chess.com (الإنجليزية)
- ديكران بيدروسيان على موقع Chesstempo.com (الإنجليزية)
- ديكران بيدروسيان سجل أولمبياد الشطرنج على موقع OlimpBase.org (الإنجليزية)
- Тигран Петросян на сайте Peoples.Ru
- 50 позиций из партий Петросяна
- Партии в базе Chessgames
- Статистика на сайте Sport-stat.ru نسخة محفوظة 24 يونيو 2007 على موقع واي باك مشين.
- Как уходили кумиры: Тигран Петросян على يوتيوب